# Communauté de communes de Montaigu-de-Quercy Pays de Serres
La communauté de communes de Montaigu-de-Quercy Pays de Serres est une ancienne communauté d'agglomération française, située dans le département de Tarn-et-Garonne et la région Midi-Pyrénées.

## Historique
Créée le 31 décembre 1998 elle fusionne avec la Communauté de communes Quercy Pays de Serres au 1er janvier 2014 pour former la Communauté de communes du Pays de Serres.

## Composition
Elle était composée des communes suivantes :
| Nom                        | Code Insee | Gentilé            | Superficie (km2) | Population (dernière pop. légale) | Densité (hab./km2) |
| -------------------------- | ---------- | ------------------ | ---------------- | --------------------------------- | ------------------ |
| Montaigu-de-Quercy (siège) | 82117      | Montacutains       | 76,44            | 1 369 (2014)                      | 18                 |
| Belvèze                    | 82016      | Belvézois          | 13,88            | 201 (2014)                        | 14                 |
| Roquecor                   | 82151      | Roquecortois       | 20,55            | 422 (2014)                        | 21                 |
| Saint-Amans-du-Pech        | 82153      | Saint-Amantois     | 6,76             | 202 (2014)                        | 30                 |
| Saint-Beauzeil             | 82157      | Saint-Beauzeillois | 9,84             | 121 (2014)                        | 12                 |
| Valeilles                  | 82185      | Valeillois         | 13,75            | 230 (2014)                        | 17                 |

## Sources
- Le SPLAF (Site sur la Population et les Limites Administratives de la France)
- La base ASPIC